# Arthur Elgort
Arthur Elgort (* 8. června 1940, Brooklyn) je americký módní fotograf, který spolupracuje s časopisem Vogue.

## Život a dílo

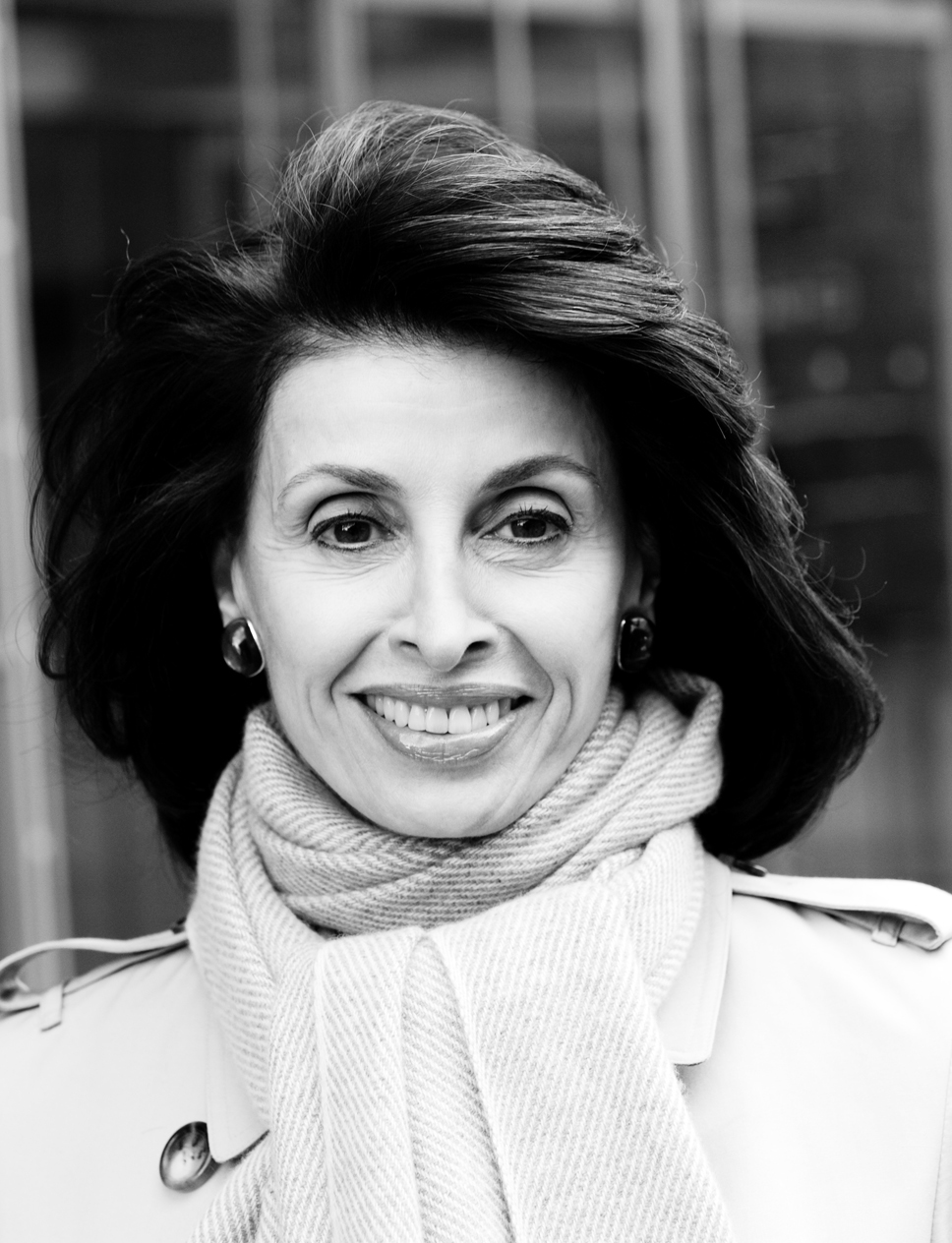
Mary Ann Tighe před budovou New York Times, 2008

Narodil se v Brooklynu, matce Sophii (roz. Didimamoff) a otci Harrymu Elgortovi (10. dubna 1908 – 23. října 1998), majiteli restaurace. Je rusko-židovského původu. Vyrůstal v New Yorku, navštěvoval školu Stuyvesant High School a Hunter College , kde studoval malbu.
Žije v New Yorku se svou ženou Grethe Barrett Holby, která je producentkou, režisérkou, choreografkou a dramaturgyní spolu se třemi dětmi, včetně herce Ansela Elgorta.
Elgort na začátku své kariéry pracoval 4 měsíce jako asistent fotografa Gösta "Gus" Petersona. Petersonovo využití přirozeného světla ovlivnilo jeho pozdější dílo. Elgortův debut v roce 1971 v britském Vogue způsobil senzaci ve světě módní fotografie. Vytvořil ikonický "snapshot" styl s důrazem na pohyb a přirozené světlo  a osvobodil myšlenku módní fotografie. V září 2008 sdělil Teen Vogue, že mu časopis Mademoiselle připravil velký zlom. "Byli opravdu solidní a dali mi šanci. Bylo to poprvé, co jsem fotil snímky na celou obálku a ne jenom půlstranu (halfpage)".
Pracoval pro takové časopisy jako International a American Vogue, Glamour, GQ, Rolling Stone a Teen Vogue, natáčel reklamní kampaně s módními značkami jako Chanel, Valentino Garavani a Yves Saint-Laurent. Stále pracuje na módních publikacích a také na reklamních kampaních, například v roce 2009 s Via Spiga a Liz Claiborne s Isaacem Mizrahi. Jeho práce jsou vystaveny ve stálých sbírkách Mezinárodního centra fotografie v New Yorku, v Muzeu Victoria a Albert v Londýně a Muzeu výtvarných umění v Houstonu, Texas.
V roce 2011 získal Elgort cenu představenstva Council of Fashion Designers of America.

## Knihy
- Personal Fashion Picture. [s.l.]: [s.n.], 1983. OCLC 17282579 S. 109.
- Arthur Elgort's models manual. [s.l.]: Grand Street Press, c. 1993. ISBN 0963923609. S. 384. Fotografie supermodelek jako například Christy Turlington, Pavlína Pořízková nebo Linda Evangelista
- Camera Ready: how to shoot your kids. [s.l.]: St Martins Press, 1997. ISBN 0789301032. S. 208.
- Camera Crazy. [s.l.]: Steidl, 2004. ISBN 3865210279.

## Filmy
Elgort natočil několik filmů, včetně Colorado Cowboy o legendárním kovboji Bruce Fordovi, který získal cenu za nejlepší kinematografii na filmovém festivalu Sundance v roce 1994. 
- Texas Tenor: The Illinois Jacquet Story
- Colorado Cowboy: The Bruce Ford Story: Winner Best Cinematography at the Sundance Film Festival 1994

## Výstavy
- "Arthur Elgort 1970-2010", Staley Wise Galerie [12]